# INFOBAR
INFOBAR（いんふぉばー）は、三洋マルチメディア鳥取（現：三洋電機CEビジネスユニット）が設計・生産した、auブランドを展開するKDDI/沖縄セルラー電話のCDMA 1X対応3G携帯電話である。端末型番はA5307ST（えー ごーさんぜろなな えすてぃー）。

## 概要
INFOBARはau design projectの第1弾の端末である。ベースモデルは三洋マルチメディア鳥取のA5306STであり、性能面での差は、サブディスプレイの有無（A5306STにはあるが、INFOBARには無い）以外はほとんど見られない。2002年5月17日から19日に開催された「ビジネスショウ 2002 TOKYO」に参考出品されたプロトモデル「info.bar」がデザインのベースとなっている。プロダクトデザイナーである深澤直人がデザインした。ソフトウェアも端末デザインをイメージした、統一感のあるものとなっている。
筐体はマグネシウム製のストレート式。外部メモリーは非対応。カメラは31万画素CCD。カラーバリエーションは、NISHIKIGOI（赤とベージュ。ボタン部には水色も）、ICHIMATSU（黒と白）、BUILDING（藍と銀）の3色。2004年4月より、ANNIN（白）が新色として発売された。このカラーネーミングは、開発時に技術者が自然に呼び始めた名称をそのまま利用したものとなっている。INFOBARの反響は非常に大きく、発売日以降売り切れの店舗が続出した。
なおこの機種は、鳥取三洋電機製端末としては最後となる、型番の末尾の記号が「ST」のモデルであり、以降の鳥取三洋電機製端末は大阪の三洋電機製端末と同じく、型番の末尾の記号は「SA」となっている。
2003年度グッドデザイン賞選定、2005年にはドイツ・iFデザイン賞の「iFプロダクトデザイン賞」を受賞。2007年にはアメリカ・ニューヨーク近代美術館に、2013年には同国のインディアナポリス美術館にそれぞれ収蔵品として同機種が選定された。
2007年12月1日には、デザインコンセプトを引き継ぎつつ最新技術を盛り込んだ新モデルとしてINFOBAR2が発売された。詳細は該当項目を参照されたい。
以降も、同プロジェクトやiidaでのコンセプトモデルとして、「SUPER INFOBAR」「INFOBAR SUPER」「INFOBAR 3」「INFOBAR PAD」が出展されている。スマートフォン型のモデルも発売された（下記参照）。
2018年11月には、原点であるストレート型をモチーフにした「INFOBAR xv」が発売された。

## 沿革
- 2002年5月21日 - 「ビジネスシヨウ2002 TOKYO」において原型となる「info.bar」が公開。
- 2003年8月20日 - JATE認定。
- 2003年10月1日 - グッドデザイン賞選定。
- 2003年10月6日 - KDDIより発表。
- 2003年10月31日 - 発売。
- 2003年12月26日 - インプレス「ケータイ Watch」で「読者が選ぶ ケータイ of the Year 2003」を受賞
- 2004年2月26日 - KDDIより新色(ANNIN)が発表。
- 2004年4月24日 - ANNINが発売。
- 2005年 - iFデザイン賞「iFプロダクトデザイン賞」を受賞。
- 2007年1月15日 - ニューヨーク近代美術館収蔵品に選定。
- 2012年7月22日 - 本機種を含むCDMA 1Xシリーズのサービスが終了。翌日以後、携帯電話機として実質使用不可となる。
- 2013年12月12日 - インディアナポリス美術館パーマネントコレクションに選定。

## ギャラリー
- INFOBARプロトタイプである「info.bar」
- ICHIMATSU
- BUILDING
- ANNIN